# Himalopsyche sylvicola
Himalopsyche sylvicola är en nattsländeart som beskrevs av Wolfram Mey 1996. Himalopsyche sylvicola ingår i släktet Himalopsyche och familjen rovnattsländor. Inga underarter finns listade i Catalogue of Life.